# Per Löfstrand
Per Löfstrand, född 16 januari 1895 i Vemdalen, död 4 november 1954 i Vemdalen, var en svensk målare.
Han var son till lantbrukaren Sven Löfstrand och Emerentia Johansson. Efter avslutad folkskola arbetade Löfstrand på sin pappas gård men han emigrerade 1922 till Amerika, där han bodde fram till 1938. Under sin tid i Amerika studerade han konst vid några olika målarskolor och ställde ut sin konst separat i Portland och vid en av samlingsutställningarna han medverkade i belönades han med ett andra pris. Efter återkomsten till Sverige medverkade han i utställningar i Sveg och Östersund. Hans konst består av studier från djurlivet, natur och sagomotiv i naturalistisk stil.